# Jazz (álbum)
Jazz é o sétimo álbum de estúdio da banda britânica de rock Queen, lançado em 10 de Novembro de 1978. Roy Thomas Baker é o produtor do álbum. Ele havia co-produzido o álbum A Night At The Opera. O álbum com vários estilos musicais foi alternadamente criticado e elogiado. Ele também trouxe o grupo de volta ao rock puro e simples, como as canções Fat Bottomed Girls e Don't Stop Me Now. Jazz atingiu o segundo lugar nas paradas de álbum do Reino Unido e ficou em sexto na Billboard 200 nos Estados Unidos.
A recepção da crítica foi mista, com críticas mais severas de revistas como a Rolling Stone e a Creem. O álbum foi sujeito a uma crítica violenta de Dave Marsh, da Rolling Stone, que escreveu que o "Queen pode ser a primeira banda de rock realmente fascista". Paul Rees, da Q, deu ao álbum quatro estrelas e escreveu "Seu álbum mais subestimado, como o A Night At The Opera ele é uma mistura selvagem de estilos musicais".

## Informações das músicas

### "Mustapha"
"Mustapha" é uma música de Freddie Mercury. Foi lançada como single em 1979.
A letra é uma mistura de inglês, árabe, persa e provavelmente muitas palavras inventadas. Algumas das palavras entendíveis são "Mustapha", "Ibrahim" e as frases "Allah, Allah, Allah we'll pray for you" (Alá, Alá, Alá nós vamos rezar para você), "salaam alaykum" (um cumprimento muçulmano) e "alalykum salaam".
Nas performances ao vivo, como em Live Killers, Mercury usava Mustapha como vocais iniciais para Bohemian Rhapsody, já que a introdução dela era muito complexa, indo de "Allah we'll pray for you" para "Mama, just killed a man...". Mesmo assim, algumas vezes a banda tocou a música inteira, com Freddie no piano.

### "Fat Bottomed Girls"
"Fat Bottomed Girls" foi escrita por Brian May, com os vocais principais divididos entre Freddie e May, que canta o vocal principal no refrão. Ao vivo, Freddie cantava a música inteira e Brian e Roger Taylor faziam a harmonia. A guitarra e o baixo são tocados em Drop-D, o que é raro no Queen.

### "Jealousy"
"Jealousy" foi escrita por Freddie e possui a guitarra acústica Hairfred de Brian no lugar de pequenas partes do piano para produzir o efeito "buzzing" de um sitar. Esse efeito já havia sido usado em White Queen (As It Began), do álbum Queen II. Todos os vocais são de Mercury.

### "Bicycle Race"
"Bicycle Race" é uma composição complexa de Mercury. Ela possui várias modulações, funções de acordes incomuns, uma mudança de tempo (de 4/4 para 6/8 e depois para 4/4) e uma seção programada (uma corrida de guitarras emulando a corrida de bicicletas).

### "If You Can't Beat Them"
"If You Can't Beat Them" é uma faixa de hard rock composta por John Deacon e uma das favoritas ao vivo da banda nos anos 70. É uma das muitas músicas de Deacon onde May toca todas as guitarras e possui um solo de guitarra de mais de dois minutos, fazendo dela uma das músicas com maior solo do Queen.

### "Let Me Entertain You"
"Let Me Entertain You" foi composta por Mercury diretamente para o público. O verso "we'll sing to you in Japanese" faz referência a música de Brian "Teo Torriate", do álbum A Day at the Races. A música também contém referências à gravadoras da época (Elektra e EMI Records) no verso "With Elektra and EMI we'll show you where it's at". A ideia do riff de guitarra em sextas paralelas foi reutilizado na faixa "The Hitman", do álbum Innuendo.

### "Dead On Time"
"Dead On Time", escrita por Brian, possui uma das mais rápidas e agressivas guitarras dele, junto como uma bateria intensa de Taylor. A música possui dois belting de Freddie que chegam a C#5. Performada em um tempo alto, ela é considerada por muitos fãs como uma das faixas ideias para um show, embora nunca tenha sido tocada ao vivo. May apenas incluiu partes dessa música em seus solos de guitarra durante a turnê do Jazz.
A música se assemelha à "Keep Yourself Alive", do álbum Queen. No último refrão, é possível ouvir as palavras "keep yourself alive" sendo cantadas, e na letra do encarte do álbum, essas palavras estão escritas em letras maiúsculas.
A música termina com o som de um trovão, seguido de Mercury gritando "You're dead!". O trovão foi gravado por May em um gravador portátil durante uma tempestade. No encarte, o trovão está creditado à Deus.

### "In Only Seven Days"
"In Only Seven Days" é mais uma contribuição de Deacon para o álbum, e possui similaridades com sua música "Spread Your Wings", do álbum News Of The World. Deacon tocou uma guitarra acústica e uma elétrica nessa música. Ela foi B-Side de "Don't Stop Me Now"

### "Dreamers Ball"
"Dreamers Ball" é um tributo de Brian May para Elvis Presley, que havia morrido um ano antes. O arranjo para versão vivo era diferente, com May e Taylor fazendo os vocais.

### "Fun It"
"Fun It" é uma faixa funk com uma vibe disco de Roger Taylor, onde ele e Mercury dividem o vocal. Taylor fez os vocais principais, enquanto Mercury fazia o backing vocal. Roger usou uma bateria eletrônica Syndrum e tocou a maioria dos instrumentos. Ela pode ser vista como uma percursora de "Another One Bites The Dust", do álbum The Game, principalmente na introdução dessa música.

### "Leaving Home Ain't Easy"
"Leaving Home Ain't Easy" é uma balada de Brian, que canta todos os vocais (principal e harmonia). A voz dele foi acelerada para a parte antes do refrão.

### "Don't Stop Me Now"
"Don't Stop Me Now" é um single Top10 no Reino Unido e uma das músicas do Queen mais famosas. Foi escrita por Freddie Mercury. May fez os backing vocals e um pequeno solo de guitarra. O programa Top Gear, da BBC, colocou esta música no topo de uma lista de músicas para se ouvir dirigindo. O Google também usou esta faixa para seu Doodle em comemoração do aniversário de 65 anos de Freddie em 5 de Setembro de 2011.

### "More Of That Jazz"
"More Of That Jazz" é mais um dos amargos comentários de Taylor sobre a sociedade atual e como o rock and roll é desrespeitado. Taylor toca a maior parte dos instrumentos e canta todos os vocais, alcançando algumas notas muito altas. A música também possui alguns trechos da maior parte das músicas do álbum, incluindo "Dead on Time", "Bicycle Race", "Mustapha", "If You Can't Beat Them", "Fun It" e "Fat Bottomed Girls".

## Relançamento em 2011
Em 8 de Novembro de 2010, a gravadora Universal Music anunciou que um relançamento remasterizado e expandido dos álbuns do Queen seria lançado em Março de 2011. Esse relançamento foi parte de um novo acordo de gravação entre o Queen e a Universal Music, que significava que a associação do Queen com a EMI estava terminando depois de quase 40 anos. Todos os álbuns da banda foram remasterizados e relançados em 2011. A versão deluxe possuía cinco faixas adicionais num EP separado. A segunda parte do relançamento (os cinco álbuns do meio) aconteceu em Junho de 2011. As faixas extras incluam a versão de single de "Fat Bottomed Girls", uma versão instrumental de "Bicycle Race", uma versão de "Don't Stop Me Now" com "longas guitarras perdidas", uma versão ao vivo de "Let Me Entertain You" e um rápido take acústico de "Dreamers Ball".
O relançamento de 2011 corrigiu uma falha no início de "Fat Bottomed Girls" que havia sido apresentada em todas as versões compactas anteriores do álbum (assim como no álbum Queen Rocks) e foi adicionada uma parte de bateria não usada em "Jealousy", fazendo a música soar drasticamente diferente.

## Singles
Quatro singles foram lançados no álbum:
- "Bicycle Race" / "Fat Bottomed Girls (edit)" - lançado em Dezembro de 1978

"Bicycle Race" e "Fat Bottomed Girls" foram lançadas como um duplo A-Side em 1978. A banda organizou uma corrida de bicicleta apenas de mulheres, onde todas estavam nuas. A corrida foi em 17 de Setembro de 1978 no estádio Wimbledon em Londres. A capa do single mostrada as mulheres em suas bicicletas correndo, vistas de um retrovisor, mas foram pintadas cuecas vermelhas para evitar o clamor público. A banda havia emprestado as bicicletas de uma loja, mas quando foram devolvê-las, foram informados de que teriam que comprar os assentos, pois eles haviam-nos usado impropriamente (usados sem roupa). "Fat Bottomed Girls" possui uma das viradas mais memoráveis de Roger em 2:52 na versão de álbum e em 2:16 na versão do Greatest Hits. 
- "Mustapha" foi lançado em 1978 apenas na Bolívia, Espanha, Iugoslávia e Alemanha. O B-Side dela foi "Dead On Time" ("In Only Seven Days" na Iugoslávia)
- "Don't Stop Me Now" / "More Of That Jazz" - lançado em Fevereiro de 1979.

"Don't Stop Me Now" foi lançado em 1979, e seu B-Side era "In Only Seven Days" ("More Of That Jazz" nos Estados Unidos e no Canadá)
- "Jealousy" / "Fun It" - lançado em Abril de 1979

"Jealousy" foi lançada em 1979 nos Estados Unidos, Nova Zelândia, Brasil, Rússia e Canadá. Seu B-Side era "Fun It" ("Don't Stop Me Now" na Rússia)

## Faixas
Todas as faixas por Freddie Mercury, exceto onde anotado.
| N.º | Título                                 | Duração |  |
| 1.  | "Mustapha"                             | 3:01    |  |
| 2.  | "Fat Bottomed Girls" (Brian May)       | 4:16    |  |
| 3.  | "Jealousy"                             | 3:13    |  |
| 4.  | "Bicycle Race"                         | 3:01    |  |
| 5.  | "If You Can't Beat Them" (John Deacon) | 4:15    |  |
| 6.  | "Let Me Entertain You"                 | 3:01    |  |
| 7.  | "Dead On Time" (Brian May)             | 3:23    |  |
| 8.  | "In Only Seven Days" (John Deacon)     | 2:30    |  |
| 9.  | "Dreamers Ball" (Brian May)            | 3:30    |  |
| 10. | "Fun It" (Roger Taylor)                | 3:29    |  |
| 11. | "Leaving Home Ain't Easy" (Brian May)  | 3:15    |  |
| 12. | "Don't Stop Me Now"                    | 3:29    |  |
| 13. | "More of That Jazz" (Roger Taylor)     | 4:16    |  |

## Ficha técnica
- Freddie Mercury - vocais principais e de apoio, piano, sinos de bicicleta em "Bicycle Race"
- Brian May - guitarras elétricas e acústicas, vocais de apoio, harmonia em "Fat Bottomed Girls", vocais principais em "Leaving Home Ain't Easy", sinos de bicicleta em "Bicycle Race"
- Roger Taylor - baterias, percussão, vocais de apoio, guitarra e baixo elétricos em "Fun It" e "More Of That Jazz", vocais principais em "Fun It" e "More Of That Jazz", sinos de bicicleta em "Bicycle Race"
- John Deacon - baixo, guitarra elétrica e acústica em "In Only Seven Days", sinos de bicicleta em "Bicycle Race"

Engenheiros de som
- Geoff Workman
- John Etchells